# Carolina Erba
Carolina Erba (Busto Arsizio, 8 marzo 1985) è una schermitrice italiana, specializzata nel fioretto.

## Biografia
Nata e cresciuta professionalmente a Busto Arsizio, nella Pro Patria Scherma, si trasferisce a Frascati dove lavora prima con Stefano Simoncelli e poi, dopo la prematura morte di questi (dal 2013) con Fabio Galli. Si è laureata nel 2008 in Scienze della Comunicazione a Milano.

### Carriera
Nel 2001 e nel 2002 vince l'oro individuale nei campionati italiani "cadetti". Nel 2004 conquista il bronzo individuale nei campionati italiani "assoluti". Nel 2005 vince i campionati italiani "giovani". Partecipa alla Coppa del Mondo giovani dal 2002 al 2005 (quarta nel 2005) e ottiene il settimo posto ai Campionati del Mondo giovani a Linz (2005). 
Il 22 dicembre 2005 è arruolata nelle Fiamme Gialle. Nel 2007 ottiene il bronzo individuale nel campionato italiani Under-23 e nel 2008 è sempre bronzo ai campionati italiani assoluti e ai campionati europei Under-23 tenutisi a Monza. Nel 2010/11 conquista il primo posto ai mondiali militari di Rio de Janeiro nella gara a squadre e il terzo posto in quella individuale.
Nel 2012 vince l'argento a squadre ai campionati italiani assoluti e ottiene un terzo posto nella tappa di Shanghai della Coppa del Mondo a squadre. Nel 2013 è terza sia nell'individuale che nella gara a squadre ai campionati italiani assoluti.
Nel 2013 ottiene due terzi posti nelle tappe di Seul e Marsiglia della Coppa del Mondo. In giugno a Zagabria ai campionati europei conquista l'oro nella gara a squadre insieme ad Elisa Di Francisca, Arianna Errigo e Benedetta Durando. È sesta invece nella gara individuale.

## Palmarès

### Risultati élite
In carriera ha ottenuto i seguenti risultati:
Mondiali
Individuale
A squadre
- Oro nel fioretto a Budapest 2013

Giochi mondiali militari
Individuale
A squadre
- Oro nel fioretto a Rio de Janeiro 2011
- Argento nel fioretto a Mungyeong 2015

Mondiali militari
Individuale
- Bronzo nel fioretto a La Guaira 2010

A squadre
- Oro nel fioretto a La Guaira 2010

Europei
Individuale
A squadre
- Oro nel fioretto a Zagabria 2013

Coppa del mondo di scherma
Prove individuali
- 2012/2013 -  (Seul, Marsiglia)

Prove a squadre
- 2011/2012 -  (Shangai)

Campionati italiani
Individuale
- Bronzo nel fioretto a Padova 2004
- Bronzo nel fioretto a Jesi 2008
- Bronzo nel fioretto a Trieste 2013

A squadre
- Argento nel fioretto a Bologna 2012
- Argento nel fioretto a Acireale 2014
- Argento nel fioretto a Torino 2015
- Argento nel fioretto a Roma 2016
- Bronzo nel fioretto a Trieste 2013

### Risultati giovani
Europei Under-23
Individuale
- Bronzo nel fioretto a Monza 2008

A squadre